# II. Mahmud oszmán szultán
II. Mahmud (Isztambul, 1785. július 20. – Isztambul, 1839. július 1.) oszmán szultán 1808-tól haláláig. Mint az oszmán uralom politikai reformátoraként nevéhez fűződik hazájának minden új vívmánya. Ellensége volt a keresztényeknek és civilizációjuknak, ugyanakkor mindkettőt kereste és felhasználta; sőt, ugyanazokkal a fegyverekkel tervezte egykor legyőzni ellenségeit, amelyekkel azok az ő nemzetének és házának dicsőségét elhomályosították. A hadsereg újjászervezésében és modernizálásában porosz tisztek, köztük Moltke százados is segítették.

## Élete

### Ifjúkora
Mahmud 1785. július 20-án született I. Abdul-Hamid fiaként.

### Trónra lépése
Mahmudot IV. Musztafa trónfosztása után Musztafa Bajraktár – a nagyvezír – ültette a trónra.
Eleinte sok nehézséggel kellett megküzdenie; a birodalom számos tartományában felkelés dühöngött, a pénztár üres volt, a közigazgatás elcsenevészett állapotban. A szerbek felkelése maga után vonta az oroszok beavatkozását, ami nyílt háborúhoz vezetett. Mahmud szerencséjére I. Napóleon császár szintén hadat üzent az oroszoknak, akik így seregeiket Bulgáriából visszahívták és Bukarestben békét kötöttek a törökökkel. A beállott béke idejét Mahmud üdvös reformok hozatalára fordította, de egyúttal Ali, a hatalmas janinai pasa ellen küldte csapatait, akinek hatalmát végül sikerült is megdöntenie.

### A görög felkelés kitörése
1821-ben kitört a görög felkelés, amelyet a szultán vérlázító kegyetlenséggel próbált leverni. Ez egész Európát lázas izgatottságba hozta és alapot adott a filhellenizmus létrejöttének.

### Leszámolás a janicsárokkal
Hogy a nyugati hatalmak rokonszenvét visszahódítsa, Mahmud ismét elővette régi reformterveit, ezek között elsősorban a hadsereg megújítását európai mintára. Ezzel elérkezett a janicsárok megsemmisítésének órája is. 1826. május 22-én  titkos divánt tartottak, amelyen nemcsak a kormányférfiak, hanem a seikh ul-iszlám és az ulemák is részt vettek. Mahmud előterjesztette régóta készen tartott vádiratát a janicsárok ellen, amelyben – azok érdemeit a múltban elismerve – rámutatott fegyelmezetlen, mindig zendülésre hajló veszélyes voltukra, ami magát az állam fennállását teszi kétessé és bizonytalanná. A diván mély csendben hallgatta a szultán előterjesztéseit, és amikor Mahmud a seikh ul-iszlámhoz fordulva tanácsot kért, tőle a következő választ kapta: "A háborúban csak a ravasz győzhet, s a Korán azt mondja: Győzd meg ellenségeidet saját fegyvereivel. Ugyanazért szükséges, hogy az oszmánok is megtanulják a keresztények hadviselését, hogy annál biztosabban legyőzhessék őket." A válaszból azt lehetett következtetni, hogy vallási vezető mindenben egyetért a szultánnal, és ezzel a janicsárok sorsa megpecsételődött. A szultán az oszmán hadsereg korábbi irreguláris egységeinek és a jól képzett szpáhiknak az átszervezésével modern csapatokat kezdett kialakítani újfajta, korszerű fegyverekkel felszerelve, amelyekkel szemben már a janicsárok nem vehették fel a harcot. A szpáhikban különösen jelentős támogatókra lelt, ők ugyanis már régóta gyűlölt vetélytársai voltak a janicsároknak.
Az államtanács – amelynek határozatát még titkokban tartották – néhány nap elteltével ismét összeült, s ekkor a diván Mahmuddal egyetértve, kimondta, hogy a janicsárok eltörlése az állam érdekében elodázhatatlan szükséggé vált. Július közepén mintegy 30 000 janicsár gyülekezett össze a főváros különböző pontjain; a kávéházak hemzsegtek a dühös harcosoktól, kik az Atmeidán-téren ütötték fel rögtönzött hadi táborukat, amikor hírét vették az ellenük készülőben lévő csapásnak. Mahmud személyesen, nagy körültekintéssel vezette az előkészületeket: az európai vezényszóhoz szoktatott és többnyire francia tisztek által vezényelt csapatok minden oldalról körülfogták az Atmeidán-teret és egy adott jelre golyózápor csapott le az összezsúfolt janicsárokra, akikre többé nem volt szükség. Ezzel megindult a mészárlás: a janicsárok azonban nem küzdöttek olyan erővel és kitartással, amint gondolni lehetett volna. Nemsokára különböző utakon kaszárnyáikba iparkodtak menekülni, de a szultán katonái ide is követték őket, és a vérengzés csak most vette igazán kezdetét. Néhány óra elteltével több mint 20 000 halott hevert a főváros utcáin vagy égett porrá a felgyújtott kaszárnyákban, a janicsárok intézménye pedig nem létezett többé. A szultán Mahmud nemcsak magát és birodalmát szabadította meg a múlt időknek veszélyes kinövésétől, hanem az egész művelt világ köszönetét is kivívta magának.

### A görög szabadságharc vége
Mialatt a fenti események Konstantinápolyban megtörténtek, a görög szabadságharc tovább folyt és a Balkán-félsziget többi ortodox-keresztény hitű népe is – Oroszország segítségére számítva – hadi lábon állott a törökkel. Mahmud egyiptomi csapatokat kért a görögök ellen, mivel azok már korábban elindították a haderőreformot, így katonaságuk európai mércével mérve is igen ütőképes volt. Ekkor azonban, 1827-ben a francia, orosz és angol kormány közbelépett a görögök érdekében – mivel azonban a török porta rájuk sem hallgatott, a szövetségesek hármas hajóhada a navarini öbölben körülzárt török-egyiptomi-tuniszi-algíri flottát október 20-án tönkre verte/levegőbe röpítette, majd a vérengző Ibrahim egyiptomi parancsnokot hadseregével Morea elhagyására kényszerítette.

### Az orosz–török háború
A görög szabadságharc utolsó évei egybeestek az orosz-török háború idejével. 
Az oroszok 1828 és 1829 között egészen Drinápolyig nyomultak elő, mire Mahmud békét kötött velük.

### A béke
A drinápolyi békében a porta előre jogérvényesnek elismerte azokat a határozatokat, amelyeket a Londonban egybehívandó kongresszus Görögország sorsára nézve hozni fog. Ez a kongresszus 1830-ban gyűlt egybe, és kimondta Görögország függetlenségét. A szövetséges hatalmak Ottó bajor herceget ültették az új királyság trónjára.

### Mohamed Ali lázadása
Nem sokkal a háború befejezése után újabb, nem kevésbé veszedelmes helyzet alakult ki – ezúttal Afrikában. Franciaország 1830-ban elfoglalta Algériát, Nagy-Britannia pedig Egyiptomban igyekezett politikai befolyását jobban megszilárdítani. Mohamed Ali egyiptomi helytartó – aki az Oszmán-török Birodalom vereségeit már régóta a saját hasznára igyekezett érvényesíteni – elérkezettnek látta az időt nyíltan előlépni tervével. A döntő ütközet 1839. június 24-én Nisib mellett folyt le, és az oszmánok súlyos vereségével végződött.

## Családja
Asszonyai
- Kamerfer Kadın
- Mislinayab Kadın
- Nevfidan Kadın
- Dilseza Kadın
- Hoşyar Kadın
- Aşubcan Kadin;
- Fülane Kadın
- Nurtab Kadın
- Bezmiâlem szultána
- Ebrureftar Kadın
- Pervizifelek Kadın
- Hüsnümelek Hanım
- Pertevniyal szultána
- Tiryal Hanım
- Zernigar Hanım
- Lebrizifelek Hanım

Gyermekek, akiknek tudjuk ki volt az anyja
- Ayşe szultána ( 1809-1810) - Nevfidantól
- Saliha szultána ( 1811-1843) - Asubcantól
- Mihrimah szultána ( 1812-1838) - Hosyartól
- Sah szultána ( 1812-1814)  - Asubcantól
- I. Abdul-Medzsid oszmán szultán (1823-1861) - Bezmiálemtől
- Atiye szultána (1824-1850) - Pervizifelektől
- Hatice szultána (1825-1842) - Pervizifelektől
- Adile szultána ( 1826-1899) - Zernigartól
- Fatma szultána ( 1828-1830) - Pervizifelektől
- Abdul-Aziz oszmán szultán (1830-1876) - Pertevniyaltól

### Mahmud halála
A nisibi szerencsétlenség híre még nem jutott el Konstantinápolyba, amikor Mahmud 1839. július 1-én nyaralójában váratlanul meghalt (valószínűleg gümőkórban[forrás?]). Halálát mindaddig titokban tartották, amíg idősebb fia, Abdul-Medzsid megérkezett és átvette a kormányt.